# Sesto Restellone
Sesto Restellone sarà una stazione della linea M1 della metropolitana di Milano.
Servirà il comune di Sesto San Giovanni. La stazione esulerà dall'area urbana della metropolitana milanese e sarà pertanto soggetta alla tariffa extraurbana degli abbonamenti, mentre sarà possibile raggiungerla con il biglietto ordinario Mi1-Mi3.

## Storia
Secondo una dichiarazione dell'ex assessore regionale alle Infrastrutture Raffaele Cattaneo davanti alla Commissione Territorio della regione Lombardia, la conclusione dei lavori del tratto Monza Bettola–Sesto 1º Maggio, e di conseguenza l'apertura della fermata, era pianificata per il 2015.
Terminati i lavori per la preparazione allo scavo vero e proprio delle gallerie si prevedeva di iniziare quest'ultimo entro ottobre 2012, ma i problemi di mancati finanziamenti hanno bloccato il cantiere per due anni. È stato poi previsto un piano di lavoro per recuperare il tempo perso che tuttavia non è stato in grado di rispettare la data di apertura fissata entro l'Expo 2015.
Il cantiere della stazione è stato ultimato nel marzo 2023, a causa della mancata realizzazione di strutture annesse alla stazione di Monza Bettola i lavori di costruzione del nuovo capolinea si sono interrotti e la società appaltatrice ha risolto il contratto con MM. La necessità di una nuova gara d'appalto e i ritardi accumulati nei cantieri dell'area ex-Auchan hanno portato a un nuovo slittamento della data di apertura del prolungamento, fissandola entro l'estate 2027. Alcuni parlano addirittura di un'apertura successiva al 2030, ma non è stata data alcuna conferma al riguardo.

## Servizi
La stazione disporrà di:
- Biglietteria automatica